# Agusan
|  | Per a altres significats, vegeu «Riu Agusan». |

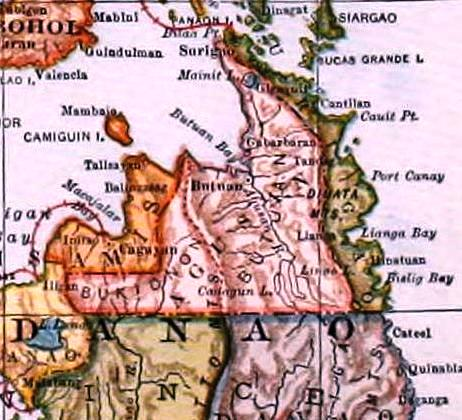
Agusan en 1921.

La província d'Agusan (1907-1967) és una província històrica de les Filipines que ocupava la part nord de l'illa de Mindanao, a l'oest de Surigao.
Aquesta província va ser creada mitjançant la unió de les subprovíncies de Butuan i e Bukidnon. El 16 de juny de 1967, la província d'Agusan es va dividir en dos: Agusan del Sur i Agusan del Norte.

## Història
L'illa de Mindanao formava part de l'Imperi espanyol a Àsia i Oceania (1520-1898). Per avançar en l'ocupació i domini de la mateixa es va crear per Reial Decret de 30 de juliol de 1860, el Govern de Mindanao, dividint el seu territori en 6 districtes, i es va fixar un meditat pla d'operacions i es va adoptar un sistema polític militar.
D'aquesta manera, a principis del segle xx, l'illa de Mindanao estava dividida en set districtes o províncies, una de les quals era el Districte 3r de Surigao, anomenat fins a 1858 província de Caraga, la seva capital era el poble de Surigao i incloïa la Comandància de Butuan.

### L'ocupació estatunidenca

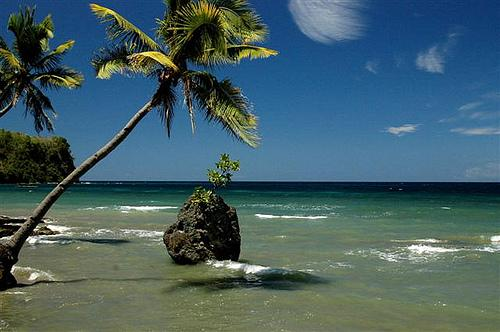
Plaza Beach Resort, Carmen

En 1901, Agusan formava part de la subprovíncia de Surigao, llavors denominada de Butuan.
La província de Misamis incloïa la subprovíncia de Bukidnon. Es va mantenir com a tal fins a 1907, quan va ser creada aquesta província mitjançant la unió de les subprovíncies de Butuan i de Bukidnon. El setembre de 1914 es reorganitza la província del Moro i la província d'Agusan passa a ser una de les set províncies del Departament de Mindanao i Joló.

Escut del Departament

El Departament de Mindanao i Joló (1914-1920) (Department of Mindanao and Sulu) va ocupar la major part d'illa de Mindanao, excloent només les províncies de Misamis Oriental, Misamis Occidental i Surigao; tot l'arxipèlag de Sulu, que inclou les illes conegudes com el Grup de Jolo, el grup de Tawi-Tawi, i la resta d'illes pertanyents a l'arxipèlag filipí situades al sud del vuitè paral·lel de latitud nord; a excepció d'això l'illa de Balabac i les illes adjacents, però incloent l'illa de Cagayan Sulu amb illes adjacents. Les set províncies que formaven el departament són: Agusan, Bukidnon, Cotabato, Davao, Lanao, Sulu i Zamboanga.
El 31 de desembre de 1916, durant l'ocupació estatunidenca de les Filipines i un cop pacificat l'arxipèlag, s'organitza territorialment sobre la base de 36 províncies ordinàries, les 7 províncies del Departament de Mindanao i Sulu, una de les quals era Agusan, i el territori de la ciutat de Manila. La capital provincial va ser Butuan i la formaven aquests tres municipis:
- Butuan
- Cabadbaran
- Talacogon

Segons el cens de 1918, aquesta província tenia una extensió superficial d'11.121 km², i la poblaven 44.358 ànimes que habitaven 5 municipis, 55 districtes municipals i 101 barris.

### La independència
El 16 de juny de 1967 la província d'Agusan es divideix en dos: Agusan del Sur i Agusan del Norte.